# The Book of Unwritten Tales
The Book of Unwritten Tales ist ein klassisches Point-and-Click-Adventure, das vom deutschen Studio King Art entwickelt und im April 2009 veröffentlicht wurde.

## Handlung
Die Handlung spielt sich in einer Fantasywelt namens Aventásien ab, in welcher Menschen mit anderen Fabelwesen wie z. B. Gnomen, Zwergen, Elfen, Orgs und Ogern zusammenleben. In Aventásien herrscht aktuell ein Krieg, den die Oberhexe Mortroga mit ihren Truppen gegen die anderen Völker führt. Zu dieser Zeit hütet der greise Gremlin-Archäologe Mortimer MacGuffin das dunkle Geheimnis eines mächtigen Artefakts. Wer diesen Schatz sein eigen nennt, wird das Schicksal der Welt bestimmen. Als MacGuffin von Mortrogas Sohn Munkus, einem dunklen Hexenmeister, und einem gewaltigen Schlägertroll entführt wird, formiert sich peu-a-peu eine kleine Schar Helden, um dies zu verhindern bzw. dass diese an das Amulett gelangen: zunächst Elfenprinzessin Ivodora Eleonora Clarissa (kurz „Ivo“ genannt), welche MacGuffin von Munkus Flugdrachen befreit. Der stürzt wenig später nahezu direkt vor den Füßen des Gnoms Wilbur Wetterquarz ab, welchen er anweist, sich mit einem Ring und einer Nachricht zu Erzmagier Alistair zu begeben, welcher den Widerstand gegen Mortrogas Armeen unterstützt. In der Stadt Seefels, wo Alistair zu Hause ist und wo Wilbur seine magischen Fähigkeiten ausbaut, trifft dieser auf den etwas zwielichtigen Freibeuter Nathaniel „Nate“ Bonnet und dessen Sidekick „Vieh“. Zusammen stolpert das Heldenquartett in ein unverhofftes Abenteuer.

## Spielprinzip und Technik
Bei The Book of Unwritten Tales handelt es sich um ein klassisches Point-and-Click-Adventure, das in einer klischeehaften Fantasywelt spielt, die voller humoristischer Anspielungen auf die großen Bücher und Filme des Rollenspiel-, Fantasy- und Science-Fiction-Genres steckt. Genreüblich, häufen sich ebenfalls Anspielungen auf bekannte Point-and-Click-Titel bzw. das Genre im Allgemeinen. Der Spieler schlüpft abwechselnd in die Rolle einer der vier spielbaren Figuren. Mit der Maus kann er so durch die Spielwelt reisen und trifft dabei auf über 40 Personen und 250 Gegenstände, mit denen eine Interaktion möglich ist. So lassen sich Dialoge führen, Gegenstände können betrachtet, benutzt oder zur späteren Verwendung ins Inventar aufgenommen werden. Auf diese Weise treibt der Spieler die in Kapitel gegliederte Handlung voran. Bis die über 60 Schauplätze umfassende Spielwelt erkundet und jedes der etwa 150 Rätsel gelöst ist, vergehen etwa 12 Stunden. Abgesehen von der klassischen Point-and-Click-Steuerung finden sich in The Book of Unwritten Tales weitere genretypische Spielelemente, wie freies Umschalten zwischen den Charakteren, Minispiele und Kombinationsrätsel.
Für die grafische Darstellung kombiniert der Hersteller gerenderte Hintergründe mit in Echtzeit animierten und beleuchteten 3D-Modellen, die sich aber weitestgehend nahtlos in die Szene integrieren. So ist die Kameraposition zwar auf einen festen Punkt beschränkt und kann lediglich gezoomt und geschwenkt werden, die visuelle Komplexität der dargestellten Szenen ist dafür aber deutlich detailreicher, als dies bei in Echtzeit berechneter Grafik möglich wäre, und lässt noch Raum für aufwendige grafische Effekte wie Spiegelungen und weichen Schattenwurf. Dabei setzt der Entwickler auf die freie Grafik-Engine OGRE, die auch schon von anderen Vertretern des Adventure-Genres verwendet wird.

## Produktionsnotizen
The Book of Unwritten Tales war das bis dato erfolgreichste Spiel für King Art; die Verkaufszahlen lagen im mittleren sechsstelligen Bereich.
2011 wurde eine Fortsetzung mit dem Titel The Book of Unwritten Tales: Die Vieh Chroniken veröffentlicht. Inhaltlich handelt es sich hierbei um eine Vorgeschichte zum ersten Teil.
Im Februar 2014 wurde die direkte Fortsetzung The Book of Unwritten Tales 2 angekündigt, welche im Februar 2015 veröffentlicht wurde. Als Publisher fungierte Nordic Games. Für zusätzliche Inhalte wie die orchestral eingespielte Hintergrundmusik oder detailliertere Gesichtsanimationen wurde eine Crowdfunding-Kampagne auf der Plattform Kickstarter durchgeführt, die mit 170.000 US-Dollar gut das zweieinhalbfache das angesetzten Zielbetrags erbrachte.

### Synchronisation
HMH Interactive und King Art haben für das humorvolle Fantasy-Adventure The Book of Unwritten Tales bekannte Synchronsprecher aus Fernsehen und Kino engagiert. Über 40 Sprecherrollen wurden besetzt. Darunter befinden sich:
| Rolle                                              | deutsche Stimme    | englische Stimme |
| -------------------------------------------------- | ------------------ | ---------------- |
| Wilbur Wetterquarz                                 | Oliver Rohrbeck    | Nicholas Aaron   |
| Ivo                                                | Marion von Stengel | Jess Robinson    |
| Nate Bonnett                                       | Dietmar Wunder     | Doug Cockle      |
| Vieh                                               | Marco Rosenberg    |                  |
| Erzmagier Alastair/Markus, der Magiermeister/Zloff | Bodo Wolf          |                  |
| Munkus/Zombie                                      | Detlef Bierstedt   |                  |
| Colonel Opa Wetterquarz                            | Peter Groeger      |                  |
| Mortimer MacGuffin/Grump                           | Uli Krohm          | Peter Marinker   |
| Stadtwache B. A. Schildträger/Paladin              | Stefan Krause      | Andrew Wincott   |
| Jorge, der Krämer                                  | Santiago Ziesmer   |                  |
| König der Diebe                                    | Bernd Vollbrecht   | Tim Bentinck     |
| Erzhexe Mortroga/Kopfgeldjägerin Ma'Zaz/Esther     | Regina Lemnitz     | Alison Dowling   |
| Kellermeister                                      | Wolfgang Völz      |                  |
| Gulliver                                           | Michael Iwannek    | Nigel Carrington |
| Mumie/Ork-Häuptling                                | Thomas Danneberg   | Nathaniel Parker |

## Rezeption
Aus 32 aggregierten Wertungen erzielt The Book of Unwritten Tales auf Metacritic einen Score von 82. Die GameStar lobte eine „dauerhaft motivierende Handlung“, deren Dialoge „vor Wortwitz und netten Running-Gags“ sprühten. Das Magazin hob außerdem die Charakterzeichnung des Protagonisten und die Vertonung der Dialoge positiv hervor. Kritisiert wurden leichte Schwächen im Bedienkonzept sowie nachlassende Dramaturgie im Finale des Spiels in Form eines nur kurz präsenten Endgegners.
- Spieletipps.de: „Äußerst witziger Fantasytrip im vielleicht besten Adventure seit Jahren, die sympathischen Charaktere wachsen euch regelrecht ans Herz.“ – Wertung: 88 %[8]
- 4Players.de: „The Book of Unwritten Tales besitzt in vielen Punkten genau die Balance, welche ein gutes Fantasy-Adventure ausmacht. Jede Menge Klischees aus Rollenspielen und tolkien'schen Märchenwelten werden hier auf die Schippe genommen. Hardcore-Gehirnzellenquäler könnten sich aufgrund des moderaten Schwierigkeitsgrades übrigens dezent unterfordert fühlen. Für Einsteiger und Adventure-Fans mit einem Fantasy-Faible ist The Book of Unwritten Tales aber ein Pflichtkauf.“ – Wertung: 85 %[9]
- Adventures-Kompakt.de: „"The Book of Unwritten Tales" ist ein rundum gelungenes Fun Adventure, das es mit Klassikern wie Monkey Island aufnehmen kann. Prunkstücke des Spieles sind die originellen Charaktere und ihre Sprecher sowie die vielen kleinen und großen Gags. Die zahlreichen Anspielungen auf die Welt der Rollenspiele, aber auch auf Adventures oder Filme sorgen für beste Unterhaltung. Die Kritikpunkte sind minimal. Wer ein richtig lustiges Adventure spielen will, ist hier bestens aufgehoben.“ – Wertung: 9,5 von 10 Punkten[10]
- Adventurecorner.de: King Art und HMH haben mit 'The Book of Unwritten Tales' ein Adventure geschaffen, dass seinesgleichen sucht und einer der Favoriten für das Spiel des Jahres ist. Die durchdachte und spannende Story, liebenswerte Charaktere, witzige Dialoge und eine wunderschöne Fantasywelt sind die Zutaten, die dieses Spiel einfach besser machen als die meisten aktuell erhältlichen Genrevertreter. Man merkt dem Spiel an, dass hier wahre Freunde von Adventurespielen am Werke waren. Jeder, der auch nur ein wenig Spaß an humorvollen, aber nicht albernen Adventures hat, darf bei 'The Book of Unwritten Tales' bedenkenlos zugreifen. – Wertung: 91 %[11]
- Adventure-Treff.de: The Book of Unwritten Tales zeigt: King Art hat sich ins rechte Licht rücken können und bewiesen, dass sie Adventures der Oberklasse herstellen können. Bei diesem Adventure scheint alles zu stimmen, sei es die Synergie aus Grafik und Sound, die Story oder auch die liebevoll gezeichneten Figuren. Bei einer solchen Güte sind die nicht ganz perfekten Videosequenzen schnell vergessen. Somit kann dieses Abenteuer uneingeschränkt empfohlen werden – auch denjenigen, die dem Genre bisher nicht allzu viel abgewinnen konnten. The Book of Unwritten Tales zeigt, wie Adventures aufgemacht sein sollten und dürfte Einsteiger, Gelegenheits-Abenteurer und Profis gleichermaßen zu begeistern wissen. – Wertung: 90 %[12]
- PC Games: Atmosphärisch ist das Spiel eine Wucht. Nicht nur, weil die Grafik aus wunderschön vorgerenderten Umgebungen, feinen Animationen und detailreichen 3D-Figuren besteht. Sondern auch weil die Sprecher erstklassig gewählt sind und ihren Job mit Hingabe erfüllen. Zudem passt der orchestrale Soundtrack ganz wunderbar zu den stimmungsvollen Bildern und wäre vermutlich selbst in einem guten Fantasy-Film noch bestens aufgehoben. Daher: Gratulation, King Art – ihr habt es geschafft! – Wertung: 85 %[13]

Das Fachmagazin Adventure Gamers ordnete The Book of Unwritten Tales 2011 in seiner Liste Top 100 All-Time Adventure Games auf Platz 64 ein.